# حلمي حليم
حلمي حليم (6 مارس 1916 - 18 نوفمبر 1971)، كاتب ومخرج مصري.

## أفلام من إخراجه
- عشاق الحياة
- كانت أيام
- غرام تلميذة
- حكاية من بلدنا
- مراتي مجنونة مجنونة مجنونة
- أيام الحب
- الحياة حلوة
- حكاية العمر كله
- طريق الدموع
- ثلاثة رجال وامرأة
- حكاية حب
- سلم على الحبايب
- القلب له أحكام
- أيامنا الحلوة

## أفلام من تأليفه
- كانت أيام
- أيام الحب
- حكاية العمر كله
- لا تطفئ الشمس
- حكاية حب
- أرض السلام
- مدرسة البنات
- أيامنا الحلوة
- صراع في الوادي

## روابط خارجية
- حلمي حليم على موقع IMDb (الإنجليزية)
- حلمي حليم على موقع قاعدة بيانات الأفلام العربية
- حلمي حليم على موقع قاعدة بيانات الفيلم (الإنجليزية)
- حلمي حليم على موقع كينوبويسك (الروسية)